# Turak białoczuby
Turak białoczuby (Tauraco leucolophus) – gatunek średniej wielkości ptaka z rodziny turakowatych (Musophagidae) występujący w Afryce Środkowej. Nie wyróżnia się podgatunków. Charakterystyczne dla tego i kilku spokrewnionych z nim gatunków jest występowanie w piórach unikatowych barwników: zielonej turakowerdyny i czerwonej turacyny, niespotykanych u prawie żadnych innych zwierząt.

## Zasięg występowania
Na zachodzie sięga wschodniej Nigerii i północnego Kamerunu, dalej na wschód występuje w południowej części Czadu i na większości obszaru Republiki Środkowoafrykańskiej, następnie obejmuje zasięgiem południowo-zachodnią i południową część Sudanu Południowego oraz graniczące z nim północno-wschodnie pogranicze Demokratycznej Republiki Konga. Najdalej na południe i wschód wysunięte obszary turak białoczuby zajmuje nad Jeziorem Wiktorii: w Ugandzie, którą zamieszkuje niemal w całości oraz w zachodnich regionach Kenii. Spotykany jest od 100 do 2200 m n.p.m.

## Morfologia
Długość ciała: około 38 cm, masa ciała 140–230 g.
Podobnie jak u innych turaków w ubarwieniu przeważają barwy zielona i niebieska, z przewagą tej ostatniej. Zielona jest pierś, niebieskie są skrzydła, ogon i brzuch. Lotki jaskrawoczerwone, niemal niewidoczne w czasie spoczynku, w locie ukazują się w pełnej krasie. Głowa wraz z czubem w większej części biała, tylko czoło barwy granatowej. Wokół oka czerwona, naga skóra. Dziób dość duży, barwy żółtej.

## Ekologia i zachowanie

### Biotop
Lasy galeriowe i bardziej otwarte lasy lub suche zarośla na obrzeżach sawann.

### Pożywienie
Głównie pokarm roślinny: owoce, a także liście, kwiaty i pąki, rzadziej drobne stawonogi.

## Status
Międzynarodowa Unia Ochrony Przyrody (IUCN) uznaje turaka białoczubego za gatunek najmniejszej troski (LC – Least Concern) nieprzerwanie od 1988 roku. Trend liczebności populacji uznaje się za stabilny.